# Max Linder
Max Linder (Saint-Loubès, 1883. december 16. – Párizs, 1925. október 31.); francia filmszínész, komikus, rendező. A korai némafilm egyik első sztárja.

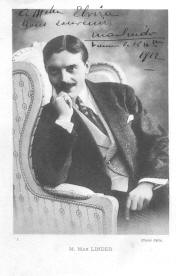
Dedikált fotója, 1912

## Élete
Max Linder egy Bordeaux környéki parasztcsaládból származott. Eredeti neve Gabriel-Maximilien Leuvielle volt. Gyerekkora óta a színész szeretett volna lenni, és hamar fel is lépett Bordeaux-ban, majd  Párizsban is egyes boulevard-színházakban. 1905-ben a Pathé stúdiói felé sodródott, ahol feltehetően először statisztált. A „Max Linder” művésznevet itt vette fel. Két év alatt ismert komikussá lett, körülbelül 1910-re vált azzá, aminek ma is ismerjük. Harcolt az első világháborúban, megsebesült, ez nyomot hagyott hátralevő életére is. Barátja, Chaplin biztatására Amerikában is leforgatott néhány filmjét a közönség és a kritika is hűvösen fogadta, ami depresszióját fokozta. Hazatért hát Európába.
Komikus vénája a harmincas éveinek vége felé kezdett kimerülni, népszerűsége negatív spirálba fordult. 1923-ban feleségül vette a 16 éves Ninette-et. A párizsi Baltimore Szállóban, 1925. október 31-én, féltékenységből, kislánya 18 éves édesanyjának, Jane (Ninette) Petersnek elvágta bal csuklója artériáját, majd a sajátját is. Neje a helyszínen, ő pár órával később, a kórházban halt meg. Az általa játszott és jórészt rendezett 300-500 filmből mára csak 82 maradt meg.

## Filmográfia

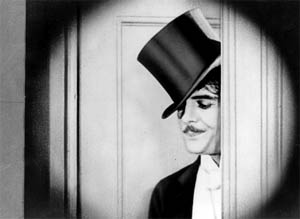
A „Seven Years Bad Luck” c. filmben, 1921

### Színészként
- Max prend un bain – Fürdőben (1910)
- Max Misses Another Good Chance (1910)
- Max est charitable – Max nagylelkű (1913)
- A kis kávéház (Le Petit Café) – (1919)
- Seven Years Bad Luck – 7 év balszerencse (1921)
- Au secours! – Help! – Segítség! (1924)

### Rendezőként is
- L'obsession de l'équilibre – Egyensúly mánia (1908)
- Vive la vie de garçon – Éljen az agglegény!(1908)
- Une campagne électorale – Választási kampány (1909)
- Max et la doctoresse – Doktornővel (1909)
- Un mariage à l'américaine – Amerikai esküvő (1909)
- Le voleur mondain – Nagyvilági tolvaj (1909)
- La vengeance du bottier – A ház bosszúja (1909)
- Les exploits du jeune Tartarin (1910)
- Je voudrais un enfant – Gyereket akarok! (1910)
- Max est distrait – Szórakozott (1910)
- Max est hypnotisé – Hipnotizálják (1910)
- Max et la fuite de gaz – Gázszivárgás (1910)
- Max champion de boxe – Bokszbajnok (1910)
- Mon chien rapporte – Kutyaidomítás (1910)
- Mariage au puzzle – Házasság-puzzle (1910)
- Un cross-country original –  Igazi Vadnyugat (1910)
- Les débuts de Max au cinéma (1910)
- La flûte merveilleuse – Varázsfuvola (1910)
- Comment Max fait le tour du monde – Világutazó (1910)
- Qui a tué Max? – Ki ölte meg Maxit? (1910)
- Par habitude – Megszokásból (1910)
- Max ne se mariera pas – Max bleibt ledig – Agglegény marad
- Max Is Stuck Up – Gőgös
- Max Misses Another Good Chance (1910)
- Max se marie – Nősül (1911)
- Max et sa belle-mère – Mostohaanyja (1911)
- Voisin... voisine (1911)
- Max dans sa famille – Családostul (1911)
- Max a un duel – Párbajozik (1911)
- Max et Jane veulent faire du théâtre (1911)
- Max victime du quinquina – A kínafa áldozata (1911)
- Max collectioneur de chaussures – Cipőgyűjtő (1912)
- Max lance la mode – Divatdiktátor (1912)
- Max reprend sa liberté – Szabadul (1912)
- Max et son chien Dick – Kutyája, Dick (1912)
- Max amoureux de la teinturière – A kelmefestő szeretője (1912)
- Max contre Nick Winter (1912)
- Max bandit par amour – Szerelmes gengszter (1912)
- Que peut-il avoir? – Mi ez? (1912)
- Max escamoteur (1912)
- Max et son âne (1912)
- Max e le donne (Max et les femmes) (1912)
- Un mariage au téléphone (1912)
- Un enlèvement en hydroaéroplane (1912)
- Le roman de Max (1912)
- Max veut grandir (1912)
- Voyage de noces en Espagne (1912)
- La vengeance du domestique (1912)
- Entente cordiale (1912)
- Max, professeur de tango (1912)
- Un mariage imprévu (1913)
- Max virtuose (1913)
- Max fait des conquêtes (1913)
- La vacance de Max (1913)
- Max Linder pratique tous les sports (1913)
- Max toréador (1913)
- Max est charitable – Max nagylelkű (1913)
- L'anglais tel que Max le parle (1914)
- Dick est un chien savant (1914)
- N'embrassez pas votre bonne (1914)
- Le 2 août 1914 (1914)
- Coiffeur par amour (1915)
- Max in America (Max Comes Across) (1917)
- Max Wants a Divorce – Válik (1917)
- Max devrait porter des bretelles(1917)
- Max in a Taxi – Taxiban (1917)
- Seven Years Bad Luck (1921)
- The Three Must-Get-Theres (1922) D'Artagnan
- Seven Years Bad Luck (1921)
- Be My Wife (1921)
- The Three Must-Get-Theres – Három muskétás (1922)
- Der Zirkuskönig – Cirkuszherceg (1924)
- Chevalier Barkas (1925)

## További információ
- Max Linder a PORT.hu-n (magyarul)
- Max Linder az Internet Movie Database-ben (angolul)
- Max Linder a Rotten Tomatoeson (angolul)
- Max Linder az AlloCiné weboldalán (franciául)
- Max Linder Pictures. Famousfix.com. (Hozzáférés: 2023. július 2.)